# Siri Sylvia Patricia von Reis Altschul
Siri Sylvia Patricia von Reis Altschul, a veces Siri von Reis (Siri von Reis Altschul) (10 de febrero de 1931 - 3 de agosto de 2021) fue una botánica, y etnobotánica estadounidense.
Trabajó como investigadora en el Jardín Botánico de Nueva York.

## Algunas publicaciones
- richard evans Schultes, siri von Reis. 2008. Ethnobotany: Evolution of a Discipline. Editor Timber PR Inc. 416 pp. ISBN 0881929727

- -------------------, s. Altschul. 2005. Ethnobotany: The Evolution of a Discipline. Ilustrado

- siri von Reis. 1991. After the diaries of Pehr Kalm, 1748-1750. Editor Columbia Univ. 352 pp.

- -------------------, frank j. Lipp. 1982. New plant sources for drugs and foods from the New York Botanical Garden Herbarium. Edición ilustrada de Harvard Univ. Press, 363 pp. ISBN 0674617657

- -------------------. 1977. Exploring the Herbarium. En: Scientific American mayo. 9 pp.

- -------------------. 1973. Drugs and foods from little-known plants: notes in Harvard University herbaria. 2ª edición ilustrada de Harvard Univ. Press, 366 pp. ISBN 0674216768

- -------------------. 1972. The genus Anadenanthera in Amerindian cultures. Editor Botanical Museum, Harvard University, 96 pp.

- -------------------. 1968. Unusual Food Plants in Herbarium Records. Edición reimpresa. 4 pp.

- -------------------. 1966. Psychopharmacological notes in the Harvard University herbaria. 6 pp.

- -------------------. 1962. Herbaria: sources of medicinal folklore. Edición reimpresa. 5 pp.

- -------------------. 1961. The genus Anadenanthera: a taxonomic and ethnobotanical study. Ethnobotany, Parte 2. 203 pp.

- La abreviatura «Altschul» se emplea para indicar a Siri Sylvia Patricia von Reis Altschul como autoridad en la descripción y clasificación científica de los vegetales.[1]